# Katō Hajime
Katō Hajime (japanisch 加藤 土師萌, bei gleicher Lesung eigentlich 加藤 一; geboren 7. März 1900 in Seto (Präfektur Aichi); gestorben 25. September 1968) war ein japanischer Keramik-Künstler.

## Leben und Werk
Katō Hajime wurde in Seto geboren, einem Töpfer- und Keramik-Zentrum in der Präfektur Aichi. Er begann seine Laufbahn am Sempoen (千峯園) als Designer für Keramik, wurde aber bald Töpfer. 1940 nahm Kato seinen eigenen Brennofen in Yokohama in Betrieb und teilte seine Zeit auf in Töpfern und Unterrichten: 1955 wurde er der erste Professor für das Fach Keramik an der Universität der Künste Tokio. Zu seinen vielen Preisen gehören der Große Preis auf der Weltfachausstellung Paris 1937 und der Preis auf der Weltausstellung in Brüssel 1939. 1952 gewann er den Chūnichi-Kulturpreis.
Katō war eine Autorität was Oribe-Keramik anging. Er produziert selbst hervorragende Stücke in diesem Stil. Daneben schuf er Mino- und Seto-Keramik. Er befasste sich auch sehr mit Porzellan. So fertigte er Stücke im Stil der chinesischen Song-Dynastie als weißes Porzellan, daneben Stücke in Rot, Grün und Gelb dekoriert. Weiter gelang ihm die Wiederbelebung der Keramik der Ming-Dynastie, Stücke auf gelben Grund, unter der Glasur in Rot dekoriert.
1961 wurde Katō als Lebender Nationalschatz geehrt.